# 꿈과 광기의 왕국
꿈과 광기의 왕국(夢と狂気の王国, The Kingdom of Dreams and Madness)은 일본에서 제작된 마미 스나다 감독의 2013년 다큐멘터리 영화이다. 미야자키 하야오 등이 주연으로 출연하였다.

## 출연

### 주연
- 미야자키 하야오
- 존 라세터
- 다카하타 이사오
- 안노 히데아키
- 스즈키 토시오